# 安倍圭子
安倍 圭子（あべ けいこ、本名：木村圭子、旧姓：安倍圭子、1937年4月18日 - ）は、日本のマリンバ奏者。東京出身。松山東雲高等学校、東京学芸大学卒業。マリンバ曲の作曲も行っている。音楽プロデューサーの木村英俊は夫、シンガーソングライター・ミュージシャンの木屋響子（または木村恭子KYOKO Sound Laboratory、本名 木村恭子）は実子である。

## 役職
- 桐朋学園大学特命教授
- 名古屋音楽大学大学院客員教授
- 元・シュトゥットガルト音楽大学ビジティング・プロフェッサー
- 元・ユトリヒト音楽大学客員教授

## 主な作品
- Frogs （雨蛙） - ソロマリンバ
- Dream of the cherry blossoms （桜の幻影） - ソロマリンバ
- Prizm Rhapsody - ソロマリンバ&オーケストラ（&吹奏楽・&ピアノ版も有り）
- michi - ソロマリンバ
- 風紋 - ソロマリンバ
- THE WAVE -打楽器5重奏（ソロマリンバパート有り）
- Prizm - ソロマリンバ
- NHK「きょうの料理テーマ」マリンバ演奏
- 祈り

## 受賞
- 文化庁芸術祭優秀賞を1968年、1969年、1971年、1974年、1976年、1989年の6回受賞。
- 1993年　国際打楽器協会 (PAS) ホール・オブ・フェーム栄誉賞を受賞。
- 2022年　文化庁長官表彰[2]